# Rivel
Rivel es una comuna francesa situada en el departamento del Aude, en la región de Occitania.

## Demografía
| 421 | 365 | 312 | 270 | 233 | 211 | 210 |
| Para los censos de 1962 a 1999 la población legal corresponde a la población sin duplicidades (Fuente: INSEE [Consultar]) |     |     |     |     |     |     |

(Población sans doubles comptes según la metodología del INSEE).